# Mine de Mata no Madh
La mine de Mata no Madh est une mine à ciel ouvert de charbon située en Inde.